# Jason Collier
Pour les articles homonymes, voir Collier (homonymie).
Jason Jeffrey Collier, né le 8 septembre 1977 et mort le 15 octobre 2005, était un joueur américain de basket-ball évoluant en NBA.

## Biographie
Collier évolue d’abord avec la Catholic Central High School de sa ville natale Springfield, Ohio et remporte le championnat 1996 de l’Ohio. Après son transfert de l’Université d’Indiana vers Georgia Tech, il est drafté par Bucks de Milwaukee en quinzième position du premier tour du draft 2000 de la NBA. Le jour même de la draft, il est échangé avec les Rockets de Houston. Il joue alors pour les Rockets puis les Hawks d'Atlanta. Il meurt dans son sommeil le 15 octobre 2005 après s'être plaint à son épouse de douleurs à la poitrine le jour précédent.
Son maillot, le n°40 a été retiré par les Hawks d'Atlanta en sa mémoire le 2 décembre 2005.

## Palmarès
- McDonald's All-American (1996)